# Hamma (Lied)
Hamma ist ein Lied der deutschen Dancehall-, Hip-Hop- und Reggae-Band Culcha Candela aus dem Jahr 2007. Das Stück, das zum Nummer-eins-Hit avancierte, ist die erste Singleauskopplung aus ihrem dritten selbstreferenziellen Studioalbum Culcha Candela.

## Hintergrund
Hamma wurde von Culcha Candela und Andreas Herbig geschrieben. Die Komposition stammt dabei aus der Zusammenarbeit der Band und Herbig; der Text wurde nur von den Culcha-Candela-Mitgliedern geschrieben. Herbig zeichnete darüber hinaus, unter dem Pseudonym „Boogieman“ für die Produktion zuständig.
Das Lied erschien erstmals am 10. August 2007 als Single. Drei Wochen später erschien es als Teil von Culcha Candelas drittem Studioalbum Culcha Candela, dessen erste Singleauskopplung es ist.
Das Musikvideo entstand 2007 unter der Regie von Hinrich Pflug. 2010 veröffentlicht, zählte es bis Juni 2023 über 2,5 Millionen Aufrufe.

## Rezeption

### Charts und Chartplatzierungen
Hamma belegte nach Veröffentlichung sechs Wochen in Folge die Spitze der deutschen Singlecharts und zählt zu den Liedern, die am längsten in den Top 100 verweilten. Für einen Zeitraum von acht Wochen war es das erfolgreichste deutschsprachige Lied in den Charts. Die GfK Entertainment kürte das Lied aufgrund des Charterfolgs zum „Sommerhit des Jahres“.
| ChartsChartplatzierungen | Höchstplatzierung | Wochen |
| ------------------------ | ----------------- | ------ |
| Deutschland (GfK)        | 1 (53 Wo.)        | 53     |
| Österreich (Ö3)          | 3 (29 Wo.)        | 29     |
| Schweiz (IFPI)           | 13 (33 Wo.)       | 33     |

| ChartsJahrescharts (2007) | Platzierung |
| ------------------------- | ----------- |
| Deutschland (GfK)         | 10          |
| Österreich (Ö3)           | 44          |
| Schweiz (IFPI)            | 72          |

### Auszeichnungen für Musikverkäufe
Im Jahr 2018 wurde das Lied in Deutschland mit einer dreifachen Goldenen Schallplatte für über 450.000 verkaufte Einheiten ausgezeichnet, bereits 2008 erreichte es Platin und im Jahr seiner Veröffentlichung Goldstatus.
| Land/Region        | Auszeichnungen für Musikverkäufe (Land/Region, Auszeichnung, Verkäufe) | Verkäufe |
| ------------------ | ---------------------------------------------------------------------- | -------- |
| Deutschland (BVMI) | 3× Gold                                                                | 450.000  |
| Insgesamt          | 1× Gold · 1× Platin ·                                                  | 450.000  |